# جائزة المجر الكبرى 2014
جائزة المجر الكبرى 2014 (بالإنجليزية: 2014 Hungarian Grand Prix)‏ هو سباق فورمولا 1 أقيم بتاريخ 27 يوليو 2014 في حلبة المجر. كان الحادي عشر من أصل 19 في بطولة العالم لسباقات الفورمولا واحد موسم 2014. حلّ الأسترالي دانيل ريكاردو أولا بينما جاء فرناندو ألونسو في المركز الثاني وحصل على المركز الثالث البريطاني لويس هاملتون.